# کم‌شنوایی

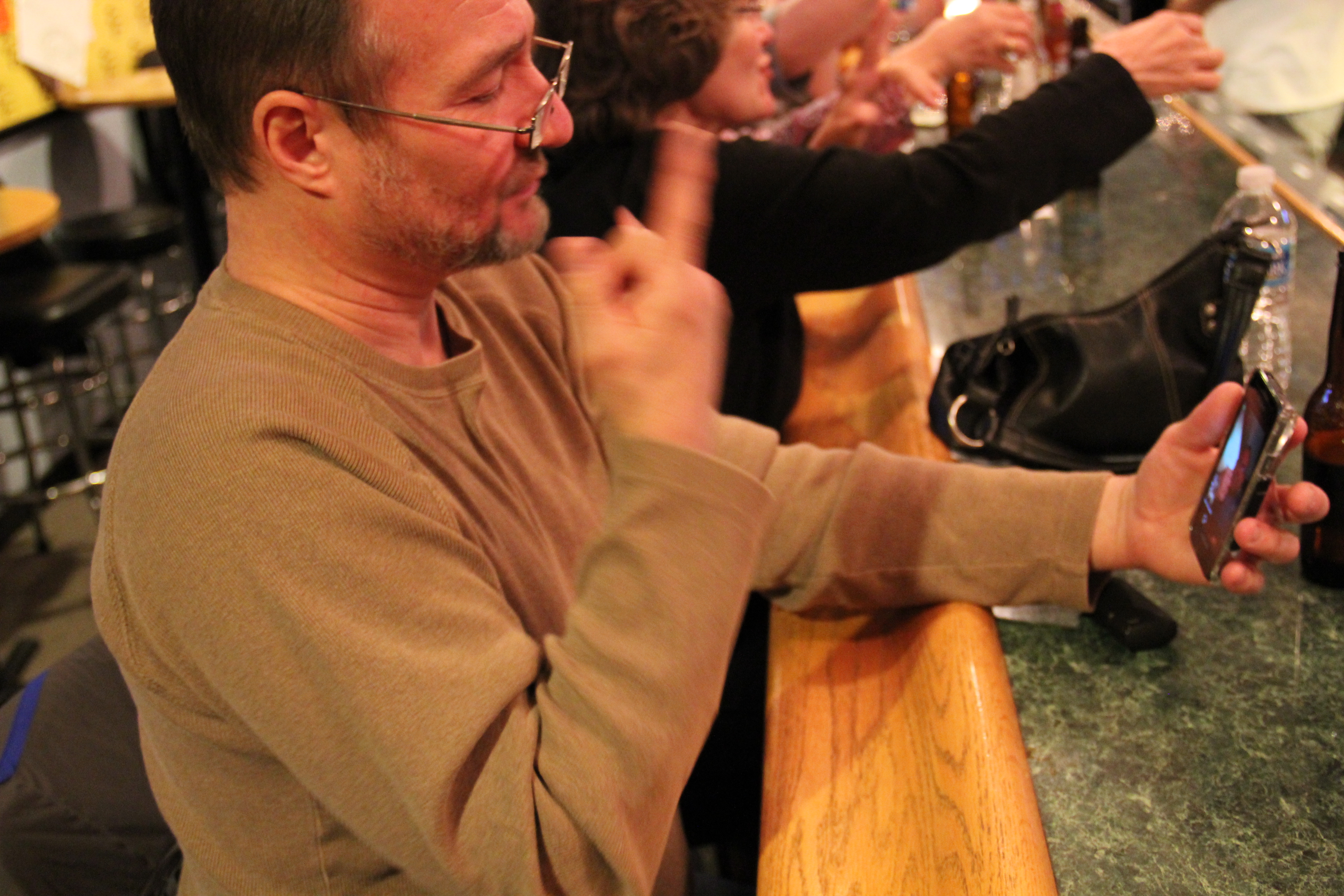
فرد ناشنوایی که از تلفن هوشمند مجهز به دوربین برای برقراری ارتباط با زبان اشاره استفاده می‌کند

کم‌شنوایی یا افت شنوایی به ناتوانی جزئی یا کلی در شنیدن گفته می‌شود. کم‌شنوایی ممکن است از زمان تولد وجود داشته باشد یا در هر زمانی پس از آن ایجاد شود. این وضعیت ممکن است در یک یا هر دو گوش رخ دهد. در کودکان، مشکلات شنوایی می‌تواند بر توانایی یادگیری زبان گفتاری تأثیر بگذارد و در بزرگسالان می‌تواند مشکلاتی را در تعاملات اجتماعی ایجاد کند. کم‌شنوایی می‌تواند موقت یا دائمی باشد. پیرگوشی معمولاً هر دو گوش را تحت تأثیر قرار می‌دهد و به دلیل از بین رفتن سلول‌های مویی حلزون گوش است. در برخی افراد، به ویژه افراد مسن، کم‌شنوایی می‌تواند منجر به تنهایی شود.
در سال ۲۰۱۳ طبق گزارشی کم‌شنوایی حدود ۱٫۱ میلیارد نفر را تا حدی تحت تأثیر قرار داده بود. طبق آن این بیماری باعث ناتوانی در حدود ۴۶۶ میلیون نفر (۵٪ از جمعیت جهان) و ناتوانی متوسط تا شدید در ۱۲۴ میلیون نفر شده است. از میان افراد دارای معلولیت متوسط تا شدید، ۱۰۸ میلیون نفر در کشورهای کم‌درآمد و با درآمد متوسط زندگی می‌کردند. در میان آن‌ها، ۶۵ میلیون نفر در دوران کودکی به این مشکل دچار شده‌اند.
کسانی که از زبان اشاره استفاده می‌کنند و عضوی از فرهنگ ناشنوایان هستند، ممکن است خود را صرفاً دارای تفاوت و نه معلولیت بدانند. بسیاری از اعضای فرهنگ ناشنوایان با تلاش‌ها برای درمان ناشنوایی مخالفند و برخی در این جامعه با نگرانی به کاشت حلزون گوش نگاه می‌کنند، زیرا این عمل می‌تواند فرهنگ آن‌ها را از بین ببرد